# 치킨호크 (정치)
치킨호크(영어: chickenhawk, chicken hawk, chicken-hawk)는 미국에서 사용되는 정치적 용어로, 전쟁, 분쟁강도 격화 또는 무력투사에 적극적인 정치적 매파이면서도 군이나 전투 경험을 한 적이 없거나 거부하는 인물들을 일컫는 용어이다.

정치적인 맥락에서 치킨호크는 치킨('겁쟁이'라는 영어 속어)과 매파(War hawk, 워호크. 전쟁에 찬동하는 인물이라는 의미)의 조합어이다. 일반적으로, 이 말은 다른 사람들이 대신 무력 분쟁을 지원하고, 전투하며, 혹은 죽기를 바라는 치킨호크들에게는 전쟁 참여의 윤리성이 결여됐음을 함축한다.

## 역사

### 유래
정치적 '매파'라는 용어는 전쟁에 찬동하는 사람을 뜻하는 용어로 초기 미국 역사에서 등장했다. 1970년대 미국 텔레비전 쇼 "Rowan & Martin's Laugh-In"(로완과 마틴의 코미디)의 한 꼭지에서, "댄 로완(Dan Rowan)"이 이런 농담을 했다.

베트남 문제에 관해 말하자면, 저에겐 스스로를 치킨호크라고 말하는 친구가 있죠. 그 친구는 우리보고 싸워 이기기를 바라죠. 자기는 빠지고서요. (On the Vietnam issue, I have a friend who says he's a chickenhawk. He wants us to fight on to victory, but to do it without him.)

그 전에는 "War wimp(전쟁 약골)"이라는 용어가 가끔 쓰였는데, 이는 베트남 전쟁시기 만들어진 말로, 당시 의원이자 한국 전쟁 해병대 참전자인
앤드류 제이콥(Andrew Jacobs)이 "전쟁이 일어나는 걸 부추기거나 전쟁도구를 만들면서, 정작 대학생 징병유예 뒤로 숨거나 징병 위원회의 호루라기 소리가 울리면 갑자기 다리를 저는 사람"을 일컫는데 썼다.
1983년 베스트셀러인 '치킨호크'라는 책도 있었는데, 이는 로버트 메이슨(Robert Mason)이 헬리콥터 조종사로써 참전한 베트남 전쟁 회고록이었다. 메이슨은 치킨호크라는 단어를 전투에 대한 그의 두려움(치킨)과 끌림(호크) 모두를 서술하기 위한 모순합성어로 사용했다.

## 치킨호크에 대한 비평
제임스 팰로우즈(James Fallows)는 치킨호크라는 용어의 등장을 미국 대중들의 군에 대한 거리두기로 여긴다. 팰로우즈는 2차 세계대전 말에는 대부분의 미국인들이, 군 복무를 했든 군 복무한 사람을 알고 있든간에 군에 대한 경험을 갖고 있었지만, "지금 미군은 대부분의 미국 대중들에게 이국적인 영토"라고 했다. 팰로우즈는 다수 미국인의 군에 대한 인식으로, 지옥의 묵시록이나 허트 로커 같은 대중매체 예시를 인용했다.

치킨호크 용어의 비판자들은, 이 용어가 군사행동 반대에 대한 논거 대신 쓰이는 그쪽이야말로주의의 한 유형이라고 주장한다. 매튜 이글레이시어스(Matthew Yglesias)는 "위선적 고발의 일종이자, 실제로는 거의 아무 것도 아닌 도발적인 수사학적 계책"이라 말했다.

존 볼턴,

도널드 트럼프,

딕 체니,

뉴트 깅리치,

와 테드 뉴전트

는 모두 비판자들에게 치킨호크라고 불린 현대의 사례인물들이다.

## 같이 보기
- 매파

## 참고문헌
1. ↑  “chicken hawk”. 《The Merriam-Webster.com Dictionary》. Merriam-Webster, Incorporated. 2020년 1월 6일에 확인함.
2. ↑  “Rowan & Martin's Laugh-In”. 《IMDb》.
3. ↑  “What the Contras Need is Patrick Buchanan”. 《The Spokesman-Review》. 1986년 3월 16일. 10면. 2020년 2월 14일에 확인함 – Newspapers.com 경유.
4. ↑  “ALL THE QUALITIES OF A WAR WIMP”. 《Chicago Tribune》. 1985년 6월 28일. 2021년 6월 12일에 확인함.
5. ↑  Mason, Robert (1983). 《Chickenhawk》. 펭귄 그룹. ISBN 9781101175156.
6. ↑  Fallows, James (2015). “The Tragedy of the American Military”. 《The Atlantic》. ISSN 1072-7825. 2022년 2월 23일에 확인함.
7. ↑  Yglesias, Matthew (2005년 8월 23일). “Manpower Meltdown”. 《The American Prospect》 (미국 영어). 2022년 2월 23일에 확인함.
8. ↑  Rodriguez, Sal (2018년 4월 6일). “Wars Only Bring Death and Destruction”. 《The Modesto Bee》 (Modesto, CA). A9면. 2020년 12월 22일에 확인함 – Newspapers.com 경유. And his selection of awful neocon chickenhawk John Bolton ...
9. ↑  Miller, Justin (2019년 5월 28일). “Diplomacy First with Iran”. 《The Orlando Sentinel》 (Orlando, FL). A11면. 2020년 12월 22일에 확인함 – Newspapers.com 경유. ... or a classic Washington, D.C. 'chickenhawk' (that is, advocating for a war but never serving in one) like Bolton.
10. 1 2  Lemon, Jason. “'Draft Dodging' Trump and Adviser Bolton Are 'Chickenhawks' Pushing U.S. to War With Iran, Democratic 2020 Candidate Warns”. 《Newsweek》 (June 2, 2019). 2020년 2월 14일에 확인함.
11. ↑  Fallows, James (2017년 8월 8일). “Chickenhawk in Chief”. 《The Atlantic》. 2020년 2월 14일에 확인함.
12. ↑  Burt, Charles (2016년 8월 16일). “Donald Trump Is the Definition of a Chickenhawk”. 《The San Luis Obispo Tribune》. 2020년 2월 14일에 확인함.
13. ↑  Egan, Timothy (2014년 12월 11일). “The War Hero and the Chickenhawk”. 《The New York Times》. 2022년 12월 22일에 확인함.
14. ↑  Weinger, Mackenzie (2012년 1월 4일). “Paul calls Newt a 'chickenhawk'”. 《Political》. 2023년 11월 22일에 확인함.
15. ↑  Mali, Meghashyam (2012년 1월 4일). “Paul blasts Gingrich as 'chicken hawk'”. 《The Hill》. 2023년 11월 22일에 확인함.
16. ↑  Jensen, Dennis (2006년 5월 28일). “Ted Nugent: Call him Chickenhawk”. 《Rutland Herald》. 2023년 11월 22일에 확인함.
17. ↑  “Ted Nugent Dodged the Draft?”. 《Snopes.com》 (미국 영어). 2012년 4월 20일. 2017년 8월 15일에 확인함.
18. ↑  “The Worst Ted Nugent Interview Of All Time”. 《Media Matters》. 2014년 3월 25일. 2018년 9월 7일에 확인함.
19. ↑  “"Ted Nugent Grows Up?" The Detroit Free Press Magazine, July 15, 1990”. 《Scribd.com》. 2018년 9월 7일에 확인함.